# Alfonso Fróilaz
Alfonso Froilaz, ”puckelryggen" (’’el Jorobado’’) (död ca 932), var kung av León från 925 till 926. 
Han regerade under en kort period, från sin fars död Fruela II , troligen i augusti 925, tills sönerna till Ordoño II fördrev honom från tronen i början av 926. År 932 beordrade Ramiro II av León arrestering och blindning av alla medlemmar av hans familj som motsatte sig honom: Alfonso Froilaz och hans bröder Ordoño och Ramiro  – kusiner till Ramiro II – och Alfonso Ordóñez – bror till Ramiro II och före detta Alfonso IV av León.
Alfonso Froilaz liv och regeringstid är dåligt dokumenterat. Många medeltida krönikor ignorerar hans regering och andra förväxlar honom med hans kusin och efterträdare med samma namn, Alfonso IV,  som också hade ett händelserikt liv och regeringstid. Även om hans namn förekommer tillsammans med resten av kungarna i Nomina Regum Catolicorum Legionensum, är det signifikant att han gått till historien utan dokumentation.